# Nederlands Film Festival 2018
Het Nederlands Film Festival 2018 was de 38e editie van het Nederlands Film Festival en werd gehouden van 27 september tot en met 5 oktober  in Utrecht.

## Winnaars en genomineerden

### Academy
| Beste Film | Beste Regie |
| --- | --- |
| - Bankier van het verzet - Beyond Words - Cobain - La Holandesa - In Blue | - Jaap van Heusden — In Blue - Joram Lürsen — Bankier van het verzet - Mike van Diem — Tulipani: Liefde, Eer en een Fiets    |
| Beste Acteur | Beste Actrice |
| - Jacob Derwig — Bankier van het verzet - Bruno Vanden Broecke — Billy - Achmed Akkabi — Broeders - Walid Benmbarek — Broeders                                                 | - Maria Kraakman — In Blue - Rifka Lodeizen — La Holandesa - Katja Herbers — Weg van Jou                                     |
| Beste Mannelijke Bijrol | Beste Vrouwelijke Bijrol |
| - Wim Opbrouck — Cobain - Pierre Bokma — Bankier van het verzet - Leopold Witte — Dorst - Aus Greidanus — Oude Liefde                                                          | - Fockeline Ouwerkerk — Bankier van het verzet - Margôt Ros — Dorst - Niki Verkaar — T'padashtun                             |
| Beste Scenario | Beste Production Design |
| - Jaap van Heusden, Jan Willem den Bok — In Blue - Marieke van der Pol, Thomas van der Ree — Bankier van het verzet - Rene Eller — Wij                                         | - Harry Ammerlaan — Bankier van het verzet - Elsje de Bruijn — Cobain - Harry Ammerlaan — Tulipani: Liefde, Eer en een Fiets |
| Beste Camera | Beste Montage |
| - Lennert Hillege — Beyond Words - Mark van Aller — Bankier van het verzet - Frank van den Eeden — Cobain                                                                      | - Wouter van Luijn — Wij - Peter Alderliesten — Bankier van het verzet - Jasper Quispel — In Blue                            |
| Beste Muziek | Beste Sound Design |
| - Harry de Wit — Cobain - Merlijn Snitker — Bankier van het verzet - Marc Lizier — Instant Dreams                                                                              | - Jan Schermer — Beyond Words - Herman Pieëte — Bankier van het verzet - Marco Vermaas — In Blue                             |
| Beste Lange Documentaire | |
| - Liefde is aardappelen — Aliona van der Horst - Alicia — Maasja Ooms - The Bastard — Floris-Jan van Luyn - Bewaren — Digna Sinke - The Long Season — Leonard Retells Helmrich | |

### Gouden Kalveren Jury
| Beste Korte Documentaire | Beste Korte Film |
| --- | --- |
| - The Atomic Soldiers — Morgan Knibbe - Piet is weg — Jaap van Hoewijk - Tijd en tij — Marleen van der Werd                                                                            | - L'été et tout le reste — Sven Bresser - A Double Life — Job, Joris en Marieke - Reruns — Rost                      |
| Beste Acteur Televisiedrama | Beste Actrice Televisiedrama                                                                                         |
| - Kees Hulst — Het geheime dagboek van Hendrik Groen - Chiem Vreeken, Aleksej Ovsiannikov — Free Fight – One Night Stand XIII - Yannick Josefzoon — One Night Stand XIII - Tom Adelaar | - Ilse Warringa — De Luizenmoeder - Olga Zuiderhoek — Het geheime dagboek van Hendrik Groen - Jouman Fattal — Zuidas |
| Beste Televisiedrama | |
| - Het geheime dagboek van Hendrik Groen — Tim Oliehoek - Free Fight – One Night Stand XIII — Sven Bresser - One Night Stand XIII - Tom Adelaar — Gonzalo Fernandez                     | |

### Gouden Kalf van het Publiek
| Gouden Kalf van het Publiek                                         |
| ------------------------------------------------------------------- |
| - Bankier van het verzet - Dikkertje Dap - Huisvrouwen bestaan niet |